# Rasno (Sjenica)
Pour les articles homonymes, voir Rasno.
Rasno (en serbe cyrillique : Расно) est un village de Serbie situé dans la municipalité de Sjenica, district de Zlatibor. Au recensement de 2011, il comptait 300 habitants.
Rasno est situé sur les bords de l'Uvac.

## Démographie

### Évolution historique de la population
| 1948 | 1953 | 1961 | 1971 | 1981 | 1991 | 2002 | 2011 |
| ---- | ---- | ---- | ---- | ---- | ---- | ---- | ---- |
| 594  | 653  | 643  | 517  | 538  | 512  | 401  | 300  |

|  |